# Grote Heide (natuurgebied)
De Grote Heide is een natuurgebied dat zich uitstrekt over de Belgisch-Limburgse gemeenten Genk, Zutendaal en Maasmechelen (deelgemeente Opgrimbie).
Het bosgebied ligt ingesloten tussen de A2/E314 in het noorden en de Vliegbasis Zutendaal in het zuiden. Ten noorden van de snelweg ligt de Oeleinderheide, in het oosten sluit de Grote Heide aan op de Vallei van de Kikbeekbron. In het zuidwesten liggen het dorp Wiemesmeer en het Bornebos.
De Grote Heide maakt deel uit van het Nationaal Park Hoge Kempen.

## Beschrijving
Een deel van de Grote Heide is als militair domein (Vliegbasis Zutendaal) in gebruik. Verschillende natuurelementen wijzen ook in het toegankelijk deel van de Grote Heide op voormalige militaire activiteit: verharde paden, zandbunkers en een open zone die fungeerde als schietbaan.
In het zuiden van het bos bevindt zich een monument als aandenken aan het Amerikaans vliegveld Y29 dat na de bevrijding in september 1944 als tijdelijk vliegveld werd gebouwd langs de weg van As naar Bilzen.
In het noorden ligt een ven, het Steleven, dat door natuurvereniging De Ortholaan van de omliggende monotone bossen beschermd wordt.

## Galerij

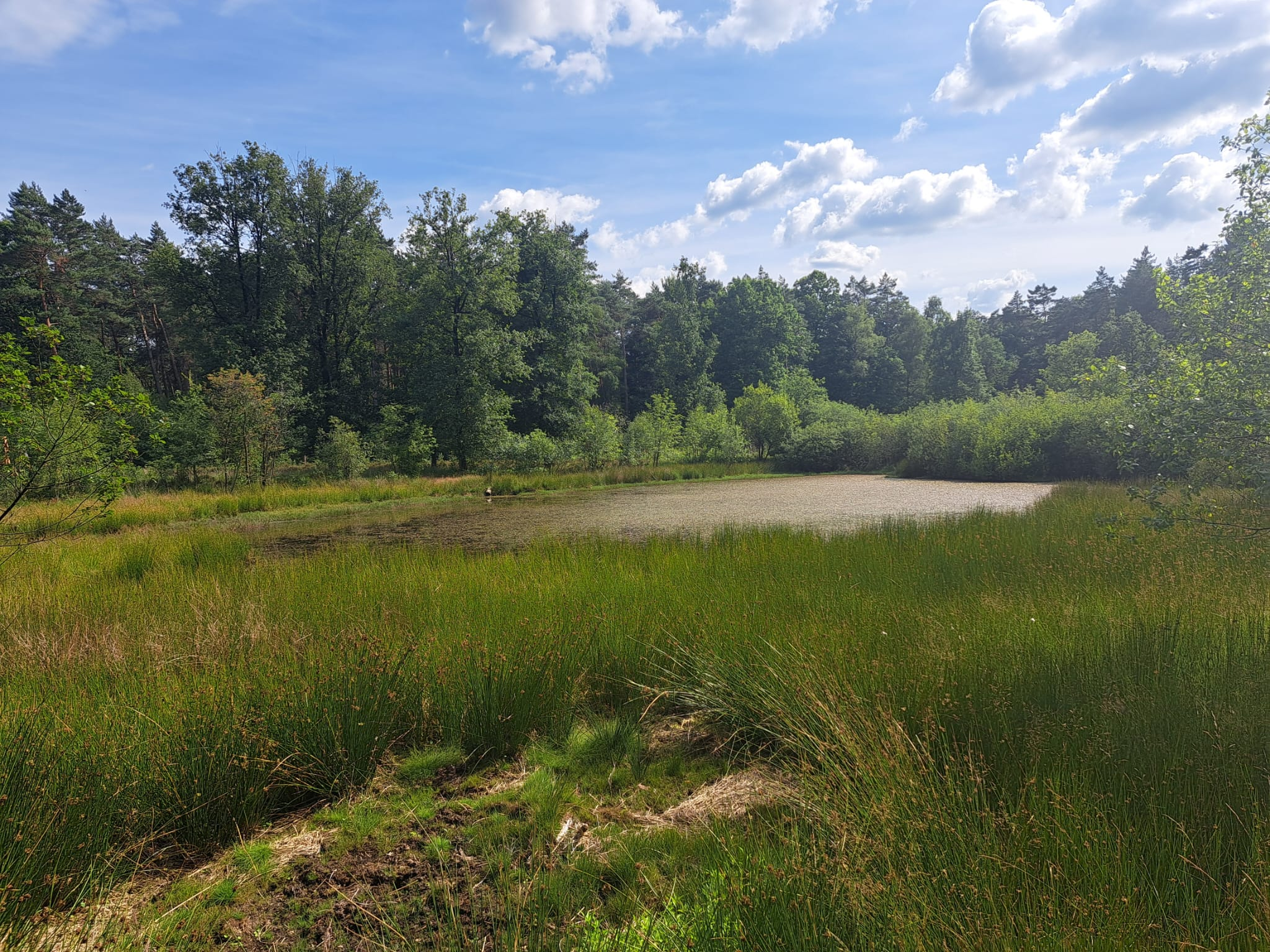
Het Steleven
Een van de vele jachtkansels in het gebied
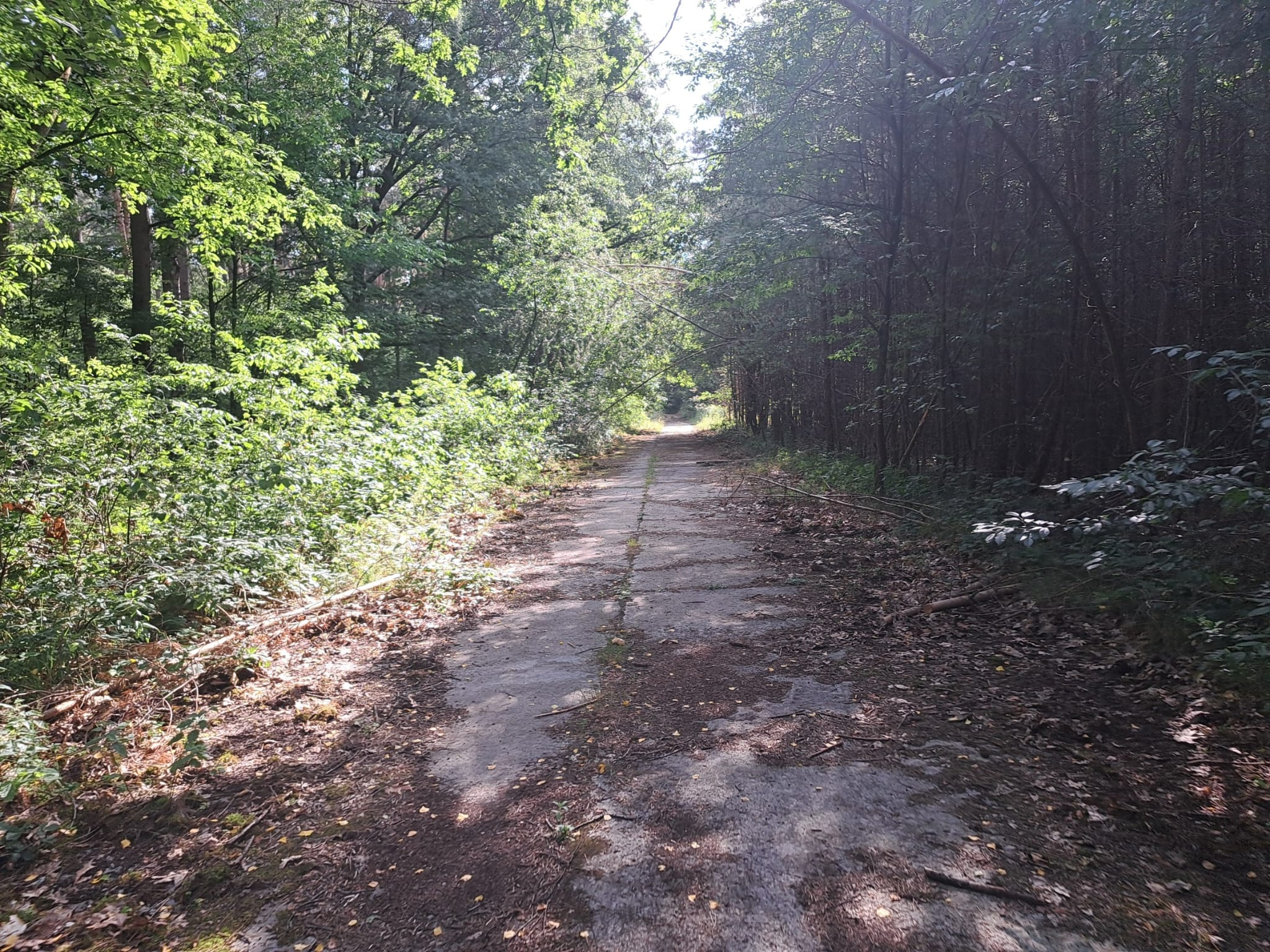
Een verharde weg
Een voormalige zandbunker
Het aandenken aan het voormalig Amerikaans vliegveld